# Star Soldier R
Star Soldier R est un jeu vidéo de type shoot them up sorti en 2008 sur Wii. Le jeu a été développé et édité par Hudson Soft. Il est le septième opus de la série Star Soldier.